# Corgatha liberata
Corgatha liberata är en fjärilsart som beskrevs av Walker 1861. Corgatha liberata ingår i släktet Corgatha och familjen nattflyn. Inga underarter finns listade i Catalogue of Life.